# At the Gates (kislemez)
Az At The Gates a magyar Wisdom zenekar kislemeze, mely 2007. december 23-án jelent meg Magyarországon a Nail Records gondozásában.

## Története
A Words Of Wisdom album rengeteg fellépést hozott a zenekarnak, azonban feszültségeket is szült. Az akkori énekes, Nachladal István másképpen képzelte el a jövőt, mint a zenekar többi tagja. 2007 júliusában végül a felek a szétválás mellett döntöttek, és a már lekötött koncertekre Kiss Zoltán énekest szerződtették. Kiss Zoltán akkoriban több ismert hazai zenekarban is énekelt, ezért a Wisdomot csak kisegítő jelleggel tudta vállalni, amíg a csapat meg nem találja frontemberét.
Az eredeti terv szerint, az At The Gates kislemez lezárta volna a múltat, és az új énekessel készülő nagylemezt vezette volna fel. A dolgok azonban nem az elképzelések szerint alakultak, és csak csak jóval később, 2011-ben tudott megjelenni a második Wisdom nagylemez. Az At The Gates kislemezt a Nail Records adta ki 2007. december 23-án, Magyarországon.
Az instrumentális "Prelude To The Gates" nagyzenekari stílusú hangszerelése korábban csak a koncertjeiket felvezető introkban, valamint a multimédiás anyagaik aláfestő zenéiben jelent meg. A kislemezen szereplő másik két dal szövege egymástól teljesen eltérő témájúnak tűnik, valójában mindkettő egy burkolt megfogalmazása a zenekar akkori problémáinak.

## Lemezcím és borító
Wiseman történetének a kislemezhez kapcsolódó folytatásába egy kicsit belekeverték a zenekar körüli dolgokat is. Az volt a kérdés, hogy folytatják-e egy új énekessel a zenekart, vagy megpróbálnak megegyezni valahogy a régi frontemberrel. Ott állt a zenekar a döntés kapujában, ezért lett a lemez címe At The Gates.
Havancsák Gyula ezúttal nem tudta vállalni a borító elkészítését, így egy másik grafikus, Sallai Péter lett felkérve a feladat elvégzésére. Az előtérben az ördög látható, ahogyan zavaros gondolatokat sugall a tanácstalan fiúnak. A háttérben Wiseman és a tanítványai vannak, azaz a tudás köre, amit végül a megkísértett férfi elárul. A jelenet jól szimbolizálja a zenekar körüli történéseket, de általános gondolatokat is ébreszt, miszerint van, aki céljait nem kitartással és sok munkával próbálja elérni, hanem a könnyebb utat választva, ha kell, társait elárulva törtet előre. A belső és a hátsó borítón látható a kapu, mely a zenekar jövőjéről való döntést szimbolizálja.

## Wiseman története (At The Gates)
"Szép számmal gyarapodtak, akik a tudást és az igazságot keresték. A bölcs gondolatok megragadták őket és egyre erősödött bennük a jobb kor eljövetelébe vetett reményük. Tudták, hogy hosszú és fáradságos út áll még előttük, mégis vállalták annak minden nehézségét és veszélyét.
Csakhogy az igaz hit és a kitartás nem tudott töretlenül uralkodni mindenkiben. Egyikük gyengeségét kihasználva, ide is befészkelte magát a gonoszság és az álnokság. Az ördögi szavak egy könnyebb és dicsőségesebb utat ígértek, melyek végtelen hatalommal kecsegtették az eltévedt lelket. Ott állt a menny és a pokol Kapui Előtt, s végül gyengesége legyőzte őt. Ahogy az egyezség megköttetett, számára már nem volt többé visszaút…"

## Dalok

### "Prelude To The Gates"
A "Prelude To The Gates" nagyzenekari intróként nyitja a kislemezt. Ilyet ritkán hallani a Wisdom lemezeken, viszont a koncertek általában hasonló felvezetéssel indulnak. A következő lemez megjelenéséig ezt a számot játszották le a fellépések kezdetekor.

### "At The Gates"
"All hope abandon, ye who enter here!"
/DANTE ALIGHIERI/
A kislemez címadó dala lett az "At The Gates", melynek szövege többféleképp is értelmezhető. A hivatalos változat szerint Wiseman életének a lemezborítón látható fejezetéről szól: arról a pillanatról, amikor az ördög megkísérti a bölcs öregember egyik hű tanítványát, aki végül belép a Pokol Kapuján, és elárulja mesterét. Ugyanakkor Wiseman tanítványai a zenekart is szimbolizálhatják: a megkísértett tanítvány a csapat korábbi énekesét, az ördög a rosszindulatú és irigy barátokat, a Pokol Kapuján való átlépés pedig a zenekarból való kilépést jelentheti.
Később az "At The Gates" újra felvett verzióban a 2011-es Judas lemezre is felkerült.

### "All Alone"
"All of our unhappiness comes from our inability to be alone"
/BRUYÉRE/
A lírai "All Alone" szintén kétértelmű. Szólhat egyrészt a szerző társa iránti viharos érzelmeiről, de a sorok között olvasva itt is megjelenik a zenekar tagjai és az énekes közötti konfliktus. Ennek legfontosabb bizonyítéka, hogy az akkori hírek alapján sokáig úgy tűnt, hogy az idő begyógyíthatja a sebeket és folytatódhat a közös zenélés, ám végül ez nem így történt.
A dal később bónuszként, a Judas lemez amerikai, és nemzetközi kiadásán is megjelent, újra felénekelt verzióban.

## Fogadtatás
A kislemez pozitív fogadtatásban részesült a kritikusok részéről, valamint az "At The Gates" a hónap dala lett a HammerWorld magazin közönségszavazásán.

## Lemezbemutató koncert és turné
Az At The Gates kislemez hivatalos bemutatója a megjelenése napján, 2007. december 23-án volt a harmadik Keep Wiseman Alive keretei közt, a budapesti Wigwam Rock Club színpadán. A három tétel közül csak az "At The Gates" hangzott el, illetve a "Prelude To The Gates" intróként szerepelt a koncert legelején. A bemutató előtt nem sokkal Kern Péter súlyosan lebetegedett, és nem tudta vállalni a fellépést. Végül a zenekar három korábbi dobosa felváltva játszotta el a dalokat, és Péter csak pár szám erejéig ült be a dobok mögé. A felgyülemlett zenekari problémák miatt a kislemeznek nem volt bemutató turnéja, sőt, a koncert után egy három évig tartó kényszerszünet vette kezdetét a zenekar életében.

### A lemezbemutató koncerten játszott dalok
At The Gates / King Of Death / Luca Turilli – The Ancient Forest Of Elves / Reduced To Silence / Victory / Europe – Rock The Night /// Fate / Take Our Soul / Masquerade / Evil Disguise / Unholy Ghost /// Pantera – Cemetery Gates / Holy Vagabond / Words Of Wisdom / Scorpions – Rock You Like A Hurricane / Wheels Of The War / Wiseman Said /// Prometheus / Strain Of Madness / Wisdom

## Dallista
| 1.   | Prelude To The Gates | -           | Kovács Gábor | 1:35 |
| 2.   | At The Gates         | Molnár Máté | Kovács Gábor | 3:35 |
| 3.   | All Alone            | Molnár Máté | Kovács Gábor | 2:51 |
| 8:01 |                      |             |              |      |

## Közreműködők
Wisdom
- Kiss Zoltán – ének
- Kovács Gábor – gitár, vokál
- Galambos Zsolt – gitár, vokál
- Molnár Máté – basszusgitár
- Kern Péter – dob

Technikai közreműködők
- Kovács Gábor – zenei rendező, vezető hangmérnök, mastering
- Schrott Péter – vokálok
- Sallai Péter – borítóterv, grafika